# フマン
フマンは、アイシン･ギョロ氏女真族。アイシン･グルン (後金) 始祖・ヌルハチの曽祖父で、明朝中期に建州左衛都督を務めた。
玄孫・ホンタイジの代 (1636年) に慶王と追尊され、来孫・フリン (順治帝) の代 (1648年) に興祖直皇帝 (廟号：yendebuhe mafa, 諡号：tondo hūwangdi) と追諡された。妻は直皇后喜塔臘氏。

## 一族

### 父祖
- ファンチャ (fanca, 樊察)：ブクリ･ヨンション (bukūri yongšon, 布庫哩･雍順) とベリ･ゲゲ (beri gege, 百里･格格)[注釈 2]の後裔。都督。
  - 子 (名不詳)
    - 孫・メンテム (mentemu, 孟特穆)：ファンチャの孫。肇祖原皇帝。[1]
      - 曾孫・チュンシャン (cungšan, 充善)：メンテムの長子。
        - 玄孫・トロ (tolo, 妥羅)：チュンシャンの長子。
        - 玄孫・トイモ (toimo, 妥義謀)：チュンシャンの次子。
        - 玄孫・シベョチ･フィヤング (sibeoci fiyanggū, 錫宝斉･篇古)：チュンシャンの三子。
          - 曾孫・フマン

      - 曾孫・チュヤン (cuyan, 褚宴)：メンテムの次子。

### 子孫
- 長子・デシク (desiku, 徳世庫)
  - 孫・スヘチェン･ダイフ (suhecen daifu, 蘇赫臣･代夫)：デシクの長子。
  - 孫・タントゥ (tantu, 譚図)：デシクの次子。
  - 孫・ニヤングフィヤング (niyanggu fiyanggū, 尼揚古･篇古)：デシクの三子。
- 次子・リョチャン (liocan, 瑠闡)
  - 孫・ルフチェン (luhucen, 禄瑚臣)：リョチャンの長子。
  - 孫・マニンゲ (maningge, 瑪寧格)：リョチャンの次子。
  - 孫・メントゥ (mentu, 們図)：リョチャンの三子。
- 三子・ソオチャンガ
- 四子・ギョチャンガ
  - 孫・タクシ
    - 曾孫・ヌルハチ：清太祖
- 五子・ボオランガ
- 六子・ボオシ